# Односи Русије и Казахстана
Односи Казахстана и Русије су билатерални спољнополитички односи између Казахстана и Руске Федерације. Казахстан има амбасаду у Москви, генерални конзулат у Санкт Петербургу, Астрахању и Омску. Русија има амбасаду у Астани и конзулате у Алматију и Уралу.

## Преглед
Руска влада сматра Казахстан поузданим савезником и стратешким партнером. Казахстан и Русија су оснивачи Шангајске организације за сарадњу, Организације уговора о колективној безбедности, а додатно су чланови Евроатлантског савета за партнерство и Заједнице независних држава. Обојица су такође основали Евроазијску економску унију са Белорусијом. Након распада СССР-а, питање нуклеарног оружја било је централно у дипломатским односима између Казахстана и Русије, Запада и шире међународне заједнице.
Последњих година, Казахстан је покушао да уравнотежи односе између обе стране продајом нафте и природног гаса свом северном суседу по вештачки ниским ценама, омогућавајући велика улагања руских предузећа и закључујући споразум о космодрому Бајконур, истовремено помажући Западу у рату против тероризма. Према истраживању које је спровео Централноазијски барометар између 2017. и 2019. године, 87% Казахстанаца има повољан став према Русији, док 8% има неповољан став. Анкета је такође показала да 88% подржава ближе односе са Русијом, у поређењу са 6% који то не чине.
Као резултат руске инвазије на Украјину, јавно мњење у Казахстану се окренуло против Русије. Према анкети коју је спровео Демоскоп, у новембру 2022. године, 22% испитаника је изразило подршку Украјини, а 13% испитаника је изразило подршку Русији, што је пад у односу на 39% у марту 2022. године.
Анкета из 2023. године је показала да 15% Казахстанаца сматра да би Русија могла да изврши инвазију на Казахстан, у односу на 8,3% у претходној анкети.

## Историја
Током владавине Касима кана од 1511. до 1521. године, Руско царство је постало прва велика држава која је успоставила дипломатске односе са Казахским канатством. У првој половини 18. века, Руско царство је изградило Irtysh line, низ од четрдесет шест тврђава, укључујући Омск (1716), Семипалатинск (1718), Павлодар (1720), Оренбург (1743) и Петропавловск (1752), како би се спречили казашки и џунгарски номади да пљачкају руску територију.
Са руским ширењем на југ и исток, доспела је под руски утицај и три хорде каната су се покориле Русима у 18. веку. Након коначног уништења власти казахстанских ханова, 1868. године је основан Руски Туркестан, који је обухватао већи део данашњег Казахстана. Руска влада је населила бројне Русе и Украјинце у том подручју, којима је додељена земља која је припадала аутохтоним номадским племенима. Цар је угушио низ устанака против стране власти и руске колонизације.

### 20. век
Године 1906, завршена је Трансаралска железница између Оренбурга и Ташкента, што је додатно олакшало руску колонизацију плодних земаља региона Жетису. Између 1906. и 1912. године, многе руске фарме су основане као део реформи руског министра унутрашњих послова Петра Столипина, које су вршиле огроман притисак на традиционални казахстански начин живота кроз коришћење пашњака и оскудних водних ресурса. Због глади и протеривања са своје земље, многи Казаси су се придружили централноазијском устанку 1916. године против регрутације у руску царску војску, који је цар наредио у јулу 1916. године као део рата против Централних сила у Првом светском рату. Крајем 1916. године, руске оружане снаге су брутално угушиле оружани отпор против одузимања земље и регрутације Централних Азијата. Хиљаде Казахстана је убијено, а још много њих је побегло у Кину и Монголију. Руски пораз у Првом светском рату омогућио је Казахима да оснују аутономну област Алаш Орда од 1917. до 1920. године, која је постала поприште Руског грађанског рата, у којем су комунисти успели да победе. Последице грађанског рата довеле су до глади у Казахстану, која је убила између петине и трећине становништва.

#### Совјетски Казахстан
Киргишка аутономна социјалистичка совјетска република, основана 1920. године, преименована је у Казахску аутономну совјетску социјалистичку републику 1925. године, када је совјетска влада званично разликовала Казахе од Киргиза. Иако је Руско царство признало етничку разлику између две групе, називало их је „Киргизи“ како би се избегла забуна између термина „Казахи“ и „ Козаци “. Крајем 1920-их, совјетски диктатор Јосиф Стаљин је погубио или депортовао казахстанску владајућу класу у гулагу. Совјети су покренули програм присилне седентаризације и експропријације номадског становништва као део декулакизације и лишили номаде стоке која им је била потребна за преживљавање. Настала глад је коштала око 1,3 до 1,5 милиона живота између 1929. и 1933. године. У 21. веку, ова катастрофа је довела до дискусија у Казахстану о томе да ли је глад представљала геноцид. Глад и чињеница да је Стаљин депортовао бројне групе класификоване као политички непоуздане у Казахстан (као што су казахстански Немци ) трајно су променили демографски састав земље. Удео етничких Казаха је опао са 58,5% 1926. на 37,8% 1939. године. Још један демографски шок дошао је са Другим светским ратом, када је умрла још једна десетина становништва. Након завршетка рата, нуклеарни тестови су спроведени на полигону Семипалатинск од 1949. године па надаље. Казахска ССР је била друга највећа савезна република у оквиру СССР-а и имала је упоредиво висок ниво економског развоја захваљујући великим налазиштима сировина (укључујући нафту, угаљ, природни гас и уранијум). Казахстан је такође играо важну улогу у совјетском свемирском програму захваљујући космодрому Бајконур. Међутим, већина профита од налазишта сировина отишла је у друге републике Савеза. Казаси су остали мањина у Казахстану, а већину виших економских и техничких позиција заузимали су Руси. Када је Михаил Горбачов дошао на власт 1985. године, казахстански национализам је порастао и протести Шелтоксана су избили 1986. године. У марту 1991. године, 95% становништва Совјетског Савеза је гласало на референдуму 1991. године у корист останка Казахске ССР у саставу СССР-а и усвајања новог савезног устава, који би дао аутономију совјетским републикама. Након неуспелог августовског пуча у Москви, Совјетски Савез се распао, а Казахска ССР је била последња савезна република која је прогласила независност у децембру 1991. године.
Када се СССР распао 1991. године, оставио је совјетски програм биолошког оружја и совјетски програм нуклеарног оружја, Семипалатински полигон, у Русији, Казахстану, Узбекистану, Грузији, Азербејџану и Украјини. Видевши велику мировну дивиденду, Бушова администрација је усвојила законе попут Закона о смањењу совјетске нуклеарне претње из 1991. године и током наредних 15 година потрошила је више од 400 милиона долара на програм Нан-Лугар за кооперативно смањење претње и смањење биолошких претњи, од којих је Степногорски научно-технички институт за микробиологију био велики прималац.

### Од 2000. године
У јануару 2005. године, председник Русије Владимир Путин и председник Казахстана Нурсултан Назарбајев потписали су споразум којим се одобрава званична мапа границе. Дана 23. маја 2009. године, две земље су поставиле свој први гранични маркер на 7,591 km (4,717 mi) граница између Атирауске области у Казахстану и Астраханске области у Русији. Очекује се да ће разграничење трајати 10 до 15 година.

#### Путинови коментари из 2013. о казахстанској државности
Председник Владимир Путин је 2013. године изазвао контроверзу када је тврдио да „Казахи никада нису имали државност“, што је изгледало као очигледан одговор на растући национализам међу Казахстанцима. Путинове изјаве о овом питању довеле су до оштре реакције председника Назарбајева, који је најавио да ће земља прославити 550. годишњицу Казахског ханата, што ефикасно оповргава Путинову тврдњу да казахстанска нација никада није постојала. Такође је запретио да ће се повући из Евроазијске економске уније, рекавши да је независност земље његово „најдрагоценије благо“ и да се Казахстанци „никада неће одрећи“ своје независности. У децембру 2020. године, Путинове погрдне коментаре поновила су најмање два руска посланика.

#### Антивладини протести 2022. године
На захтев владе Токајева, Русија је учествовала у напорима мировних снага ОДКБ- а да угуши антивладине протесте 6. јануара 2022. Руске снаге су укључивале јединице Ваздушно-десантних трупа и ваздушни транспорт руских Ваздухопловних снага. Дана 13. јануара снаге ОДКБ-а су почеле да се повлаче. Повлачење је завршено 19. јануара. Према подацима Главне обавештајне управе Министарства одбране Украјине, у Казахстану се налази око 1.000 руских војника.

#### Руска инвазија на Украјину 2022.
Односи између Казахстана и Русије су се знатно погоршали након руске инвазије на Украјину. Казахстанско руководство, укључујући казахстанског министра спољних послова Мухтара Тлеубердија, није осудило руску инвазију и уздржало се од гласања у УН о њеној осуди, али је истовремено одбило да призна руске државе Доњецку Народну Републику и Луганску Народну Републику. Поред слања хуманитарне помоћи Украјини, казахстанска војска је повећала издатке и обуку. Иако Русија никада није показала посебно интересовање за северни Казахстан, регион са значајном руском мањином, и даље постоји страх да би исти аргументи коришћени у Украјини могли бити искоришћени за јачање руског иредентизма на северу.
Русија је обуставила испоруке казахстанске нафте након Токајевих изјава на Међународном економском форуму у Санкт Петербургу, где је изјавио да Казахстан сматра ДНР и ЛНР „квазидржавним ентитетима“ и да их неће признати. С друге стране, упркос извесним тензијама, односи Казахстана са Русијом остају јаки и углавном пријатељски, што је показала и Токајева посета Москви у новембру 2022. године.
Након руске мобилизације 2022. године, Казахстан је примио велики прилив Руса који су одлазили како би избегли регрутацију за борбу у Украјини. Председник Токајев је обећао да ће његова влада помоћи Русима који одлазе „због тренутне безнадежне ситуације“ и да је то „политичко и хуманитарно питање“.
Казахстан је 2022. године пристао да подели личне податке прогнаних антиратних Руса са руском владом. У септембру 2022. године, казахстанске власти су привеле руског новинара који је био тражен под оптужбом за „дискредитацију“ руске војске. У децембру 2022. године, Казахстан је депортовао руског држављанина који је побегао од мобилизације. У јануару 2023. године, Казахстан је објавио да пооштрава визна правила, што ће, како се очекује, отежати Русима боравак у земљи.
У септембру 2023. године, председник Казахстана Касим-Жомарт Токајев изјавио је да ће Казахстан поштовати режим санкција против Русије. У јануару 2024. године, шеф казахстанске дијаспоре у Москви, Полат Џамалов, оптужен је од стране руских власти за ширење „лажних информација“ о руским оружаним снагама након што је на Фејсбуку поделио наводну процену високог руског званичника о броју погинулих руских војника.

#### Постсовјетска комеморативна дипломатија
Комеморативна дипломатија је остала кључна карактеристика казахстанско-руских односа у постсовјетској ери, посебно у вези са заједничким сећањима на Други светски рат. Од почетка 2000-их, Казахстан и друге земље Централне Азије редовно учествују у годишњој паради поводом Дана победе у Москви, обележавајући пораз нацистичке Немачке. Очекивало се да ће се 9. маја 2025. године председник Казахстана придружити другим лидерима Заједнице независних држава (ЗНД) у Москви како би обележили 80. годишњицу победе савезника, потврђујући регионалну солидарност утемељену у совјетској историји. Иако је такво присуство традиционално, последњих година је привукло све већу међународну пажњу, јер је Русија искористила догађај да нагласи дипломатске везе усред растуће изолације Запада након њених акција у Украјини. Упркос томе, земље Централне Азије, укључујући Казахстан, одржавају своје комеморације. Казахстан је 2025. године заказао војну параду у Астани за 7. мај, настављајући образац националног обележавања који допуњује, а не замењује, регионално учешће у Москви.

## Економски односи
Укупан новчани ток у трговини између Казахстана и Русије у 2018. години износио је 18.219.255.476 долара, што је за 5,68% више него у 2017. години. Извоз у Казахстан је износио: 12.923.333.532 долара, што је за 4,86% више од износа из 2017. године. Извоз у Русију је износио: 5.295.921.944 долара, што је за 7,71% више од износа из 2017. године. Главни производи трговине су машине, минерални производи, метал, хемикалије, пољопривредни материјал и обућа. Прилив руских директних инвестиција у Републику Казахстан за период 2005–2014. износио је 9,1 милијарду америчких долара, а Казахстан у Русији – 2,9 милијарди америчких долара.
Један од најактивнијих и најобимнијих односа је у сфери горива. Транзит казахстанске нафте кроз Русију се такође обавља у оквиру Каспијског конзорцијума за цевоводе (КЦП). CPC је са 50% у власништву влада Русије и Казахстана, а са 50% у власништву рударских компанија које су финансирале пуштање у рад прве фазе пројекта. Велике руске компаније попут Лукоила (5 милијарди долара), Газпрома (1 милијарда долара), ИНТЕР РАО УЕС (0,2 милијарде долара), Русала (0,4 милијарде долара), државне корпорације Росатом, Росњефт ОЈСЦ, Банка ВТБ ОЈСЦ, ВЕБ, Мечел ОЈСЦ, Северстал ОЈСЦ инвестирају у казахстанску економију.

### Текући трговински спор
У јулу 2024. године, Казахстан је забранио увоз пшенице из Русије до краја године како би „заштитио домаће тржиште“. У октобру 2024. године, Русија је почела да ограничава увоз хране из Казахстана, а руска владина агенција Росељхознадзор је као разлог навела потребу за „очувањем фитосанитарног благостања Русије“. Руска забрана је спроведена пет дана након што је Казахстан саопштио да нема планове да се придружи БРИКС- у у блиској будућности, али није јасно да ли су ова два догађаја повезана.
У марту 2025. године, Русија је изразила незадовољство казахстанским комерцијалним банкама, оптужујући их за претерани опрез у обради плаћања и одобравању кредита руским предузећима. Забринутост је проистекла из захтева казахстанских банака за „гарантна писма“ и наметања строге дужне пажње, страхујући од секундарних санкција и искључења из SWIFT система. Казахстанска народна банка, под Тимуром Сулејменовим, одбила је да изврши притисак на банке да ублаже ова правила, наводећи оправдану забринутост због потенцијалних санкција. Ова опрезност уследила је након оптужби из 2023. године да је Казахстан служио као канал за ратне напоре Русије, упркос званичном придржавању Казахстана санкцијама САД и ЕУ.

### Каспијско језеро
У априлу 2025. године, Каспијски нафтоводни конзорцијум (КТК), кључна рута за извоз нафте из Казахстана преко руске црноморске луке Новоросијск, наставио је делимично са радом након што су руске власти укинуле ограничења везана за изливање нафте у децембру 2024. године. Компанија за заштиту животне средине Казахстана (CPC), која управља са око 80% извоза нафте из Казахстана и укључује западне акционаре попут компанија Chevron и ExxonMobil, обновила је активности на два од своја три пристаништа. Иако су операције и даље отежане због континуираног затварања трећег пристаништа (СПМ-2), овај потез је помогао да се спречи нагли пад казахстанског извоза. До поремећаја је дошло након регионалне нестабилности, укључујући нападе дронова на инфраструктуру на југу Русије, и усред тензија унутар ОПЕК+ због тога што је Казахстан прекорачио своје производне квоте, углавном због производње са налазишта Тенгиз.

## Културни односи
Скоро 3,4 милиона етничких Руса живело је у Казахстану 2023. године, што Русе чини нешто мање од 18% становништва. Међутим, удео Руса у Казахстану значајно опада због ниже стопе наталитета и емиграције у Русију; 1970. године Руси су чинили 42% становништва. Руски језик се и даље широко говори као лингва франка у Казахстану. Након стицања независности од Совјетског Савеза, казахстанска влада је водила политику развоја казахског као државног језика како би нагласила казахстански карактер земље и промовисала казахстански језик и културу. Један аспект ове политике била је одлука владе да дефинише Казахстан као казахстанску националну државу у првом уставу земље из 1993. и другом уставу из 1995. године. Ова политика индигенизације, у комбинацији са недостатком економских перспектива, подстакла је пад руског становништва у земљи, јер су многи етнички Руси одлучили да емигрирају. Руси и даље чине већину становништва у северном Казахстану. Казашки језик се пише ћирилицом још од руске владавине, пре него што је 2021. године најављено увођење латиничног писма, што би требало да буде завршено до 2031. године. Обе земље су закључиле бројне културне, техничке и научне споразуме. Сарадња у образовању и истраживању је веома интензивна. Скоро 60.000 Казахстанаца студира у Русији, а Русија подржава казахстанске студенте у иностранству стипендијама. Казахстан и Русија такође заједнички управљају космодромом у Бајконуру.
У марту 2023. године, Казахстан је отказао музички фестивал на којем је требало да наступе прокремљовски руски певачи, укључујући Григорија Лепса. У јуну 2023. године, Лепсов концерт у Алматијској области је отказан након притиска казахстанске јавности и активиста због његове подршке руској инвазији на Украјину.
У јуну 2023. године, казахстански званичник упозорио је да руски Телеграм омогућава лаку куповину дроге малолетницима. У јануару 2024. године, прокремљској телевизијској водитељки Тини Канделаки забрањен је улазак у Казахстан због њених онлајн коментара у којима су тврдили да је руски језик дискриминисан у тој централноазијској земљи.